# David Gill
David Gill, Kt. (Aberdeen, 12 de junho de 1843 — Londres, 24 de janeiro de 1914) foi um astrónomo escocês.
Gill determinou a paralaxe do Sol e fez uma carta fotográfica do céu austral.

## Prémios
- 1881 - Prémio Valz
- 1899 - Medalha James Craig Watson[3]
- 1882 e 1908 - Medalha de Ouro da Royal Astronomical Society[4]
- 1900 - Medalha Bruce[5]
- 1903 - Medalha Real